# Pulo Anna
Pulo Anna, auch Puro oder Bur genannt, ist eine kleine abgelegene Insel im Westpazifik. Sie ist dicht bewaldet und von einem Korallenriff umgeben, das einen Durchmesser von 1 km hat.
Das Hauptdorf der Insel ist Puro und liegt auf der Nordwestseite von Pulo.

## Verwaltung
Gemeinsam mit den 80 km nördlich liegenden Inseln Sonsorol und Fanna sowie der rund 50 km südöstlich gelegenen Insel Merir bildet Pulo Anna den Staat Sonsorol, d. h. ein Verwaltungsgebiet der Inselrepublik Palau.

## Geschichte
Von 1901 bis 1914 gehörte die Insel zu den Deutschen Schutzgebieten in der Südsee. Nach Taifunschäden im Jahr 1904 wurde die Bevölkerung zeitweise auf eine andere Insel in Palau umgesiedelt.